# Svartbent strandpipare
Svartbent strandpipare (Anarhynchus alexandrinus) är en vadarfågel i familjen pipare. Den förekommer främst på flacka sand- eller lerstränder lokalt i Europa och Nordafrika österut till Japan samt isolerat i södra Indien och på Sri Lanka. Fågeln minskar i antal men beståndet anses globalt vara livskraftigt. Från att tidigare ha varit en regelbunden häckfågel i Sverige kategoriseras den sedan 2002 som utdöd.

## Utseende
Den svartbenta strandpiparen är något mindre än den mindre strandpiparen. I alla dräkter har den en svart tunn spetsig näbb, gråbeige översida och vitt bröst och undersida. De har också ett vitt nackband precis som större och mindre strandpipare och ett vitt ögonbrynsstreck. 
De adulta fåglarna har svarta ben på sommaren och grå på vintern precis som de juvenila fåglarna. Under det vita nackbandet har hanen på sommaren ett beige streck som övergår i svart, på båda sidorna om halsen, som sträcker sig en bit ner på bröstet likt ett avbrutet halsband. Hanen har också, på sommaren, en rödbrun ton ovanför det vita nackbandet och genom ögat ett svart streck och en svart fläck i pannan. 
Honan saknar de svarta och rödbruna teckningarna har en dräkt som påminner om större strandpiparens vinterdräkt. I flykten har den ljust gråbeige rygg, Handpennorna och handtäckarna är svartgrå men det bildas ett vitt vinklat fält på vingens bakkant med en svart kant längst ut. Övergumpen är vit och stjärtens ovansida svart med vita sidor.

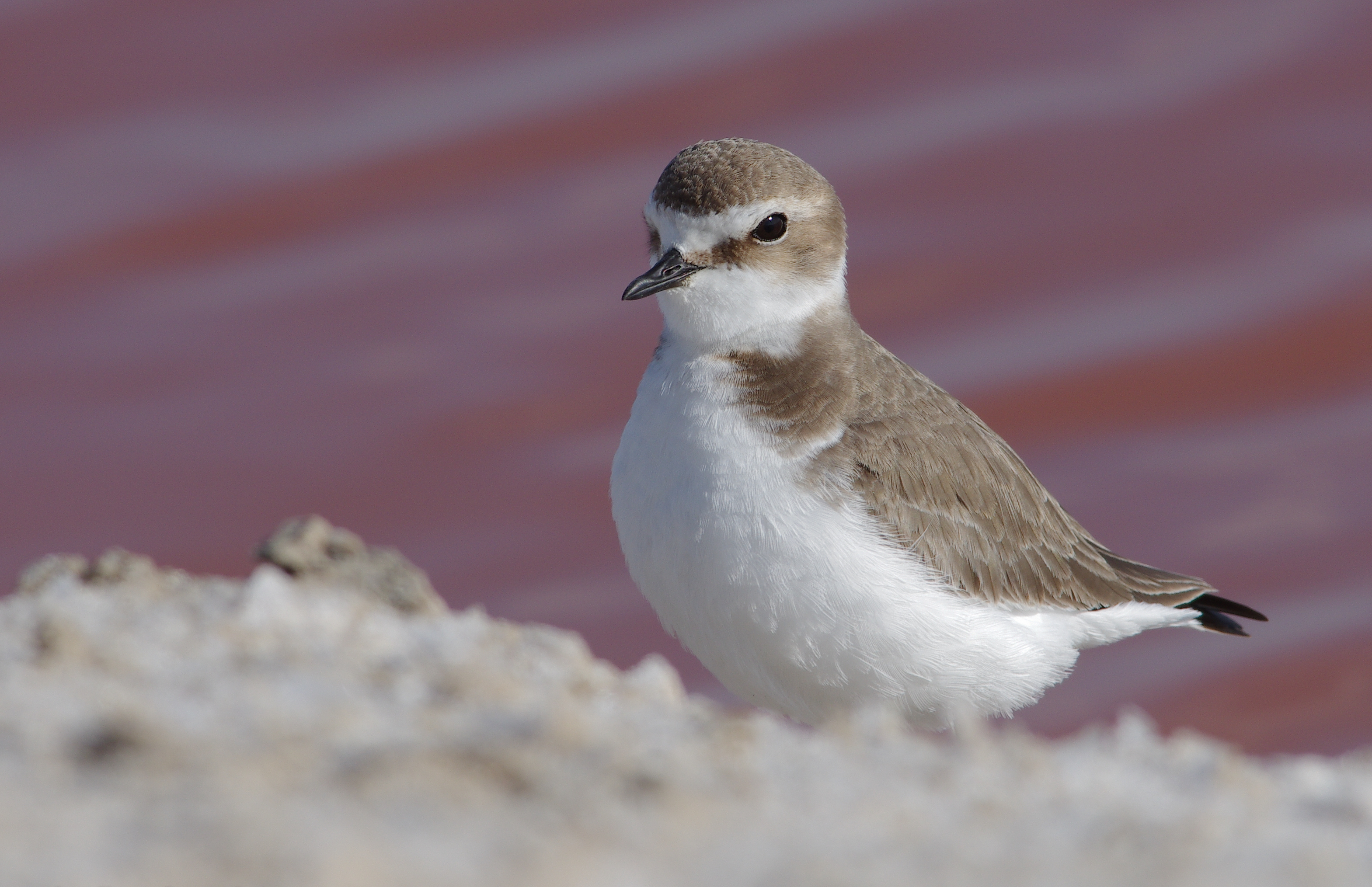
Adult i övergångsdräkt mellan vinter och sommar.
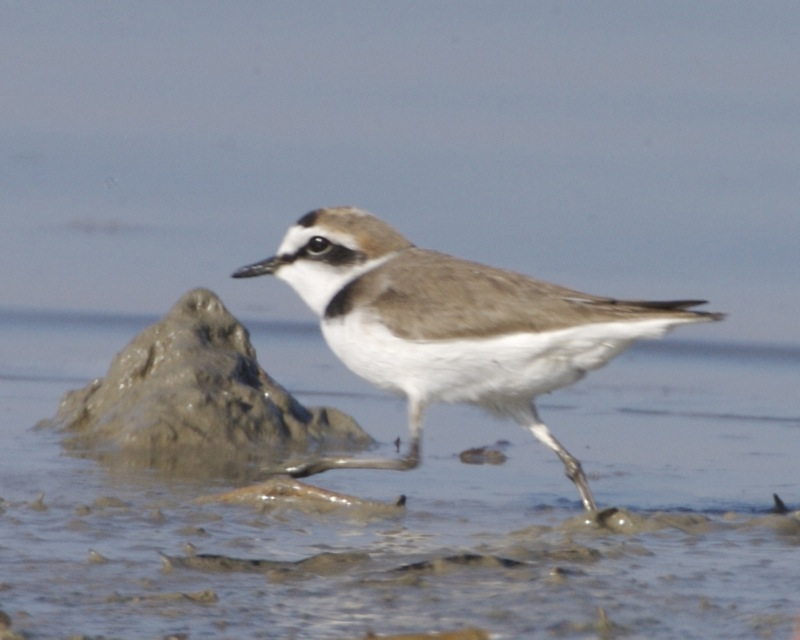
Adult i vinterdräkt.

Sandstrandpiparen i östra Asien, fram tills nyligen behandlad som underart till svartbent strandpipare, är mycket lik men saknar svart tygel som har mindre svart på hjässan och mindre utbredda svarta bröstfläckar. Den har också mer vitt i vingen. Sandstrandpiparens näbb är längre och kraftigare med ljust längst in på nedre näbbhalvan. Benen är också skärgrå, ovansidan mer ljust sandbrun och på vingen syns mer vitt på vingbandet, framför allt på vingpennorna. 

## Läte
Från marken hörs ett rullande "dr'r'rp" och mjukt visslande "djuitt", påminnande om småfläckig sumphöna, medan den yttrar korta "bipp" eller "bipipp" i flykten. Spellätet i fjärilslik spelflykt hörs sällan, en mix av rytmiska "tje-ke tje-ke..." och kärrsnäppelika hårtda "drrorri-rre-rre".

## Utbredning och systematik
Svartbent strandpipare häckar lokalt från norra Afrika och Europa, numera så långt norrut som Danmark, till Japan. En isolerad population finns även i sydvästra Indien och på Sri Lanka. De senare är stannfåglar medan merparten av de nordliga populationerna och de som häckar i inlandet är flyttfåglar.

### Underarter
Svartbent strandpipare delas numera vanligen upp i tre underarter:
- vanlig svartbent strandpipare[3] Anarhynchus alexandrinus alexandrinus, inklusive spatzi (Neumann, 1929) – häckar från västra Palearktis till nordöstra Kina, södra Japan och Ryukyuöarna; övervintrar i Afrika, södra Asien, Filippinerna, Indonesien samt på Borneo
- Anarhynchus alexandrinus nihonensis – häckar utmed kusten i sydostligaste Ryssland inklusive Sachalin, Kurilerna, norra Japan och möjligen nordöstra Kina; utbredningsområdet vintertid är okänt
- Anarhynchus alexandrinus seebohmi (Hartert & Jackson, 1915) – häckar i sydöstra Indien och på Sri Lanka

### Släktskap

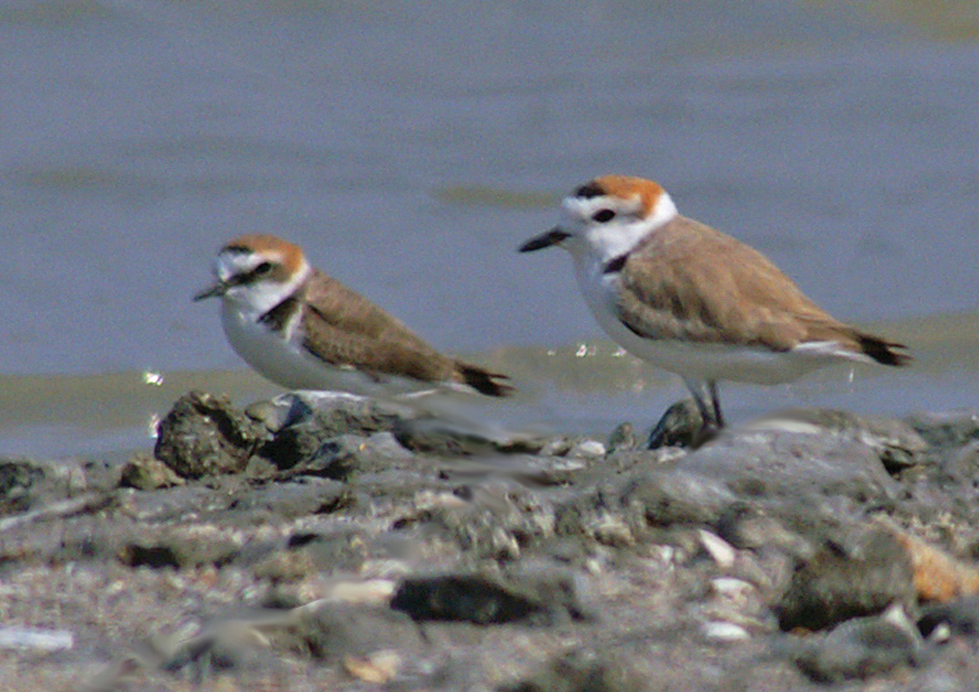
Svartbent strandpipare och den närbesläktade sandstrandpiparen.

Fram tills nyligen betraktades sandstrandpiparen (A. dealbatus), som häckar i södra Japan på Ryukyuöarna och i östra Kina, som en del av svartbent strandpipare. Sentida studier har dock visat på både utseendemässiga, morfologiska, beteendemässiga och genetiska skillnader, och har därför rekommenderats utgöra en egen art. Världsledande taxonomiska auktoriteter som International Ornithological Congress och eBird/Clements har följt efter, sedan 2022 även svenska BirdLife Sverige.
Även amerikanska snöstrandpipare (A. nivosus) har inkluderats i arten, men efter genetiska studier som visar att alexandrinus är närmare släkt med vitpannad strandpipare än med nivosus urskiljs den oftast som egen art. Längre tillbaka har också javastrandpipare (A. javanicus) setts som en del av svartbent strandpipare.

### Släktestillgörighet
Svartbent strandpipare placeras traditionellt, liksom de flesta pipare, i det stora släktet Charadrius. Flera genetiska studier har dock visat att arterna i släktet inte är varandras närmaste släktingar. Istället är en stor grupp strandpipare, däribland svartbent strandpipare, närmare släkt med vipor i Vanellus och andra udda pipare som australiska inlandspiparen (Peltohyas australis) och arten snednäbb i Nya Zeeland (Anarhynchus frontalis) än med typarten för släktet större strandpipare.  Tongivande Clements m.fl. implementerade 2023 dessa resultat i sin systematik, vilket medfört att denna grupp lyfts ur Charadrius och istället förenats med snednäbben i släktet Anarhynchus. Denna linje följs här. Se artikeln om släktet Charadrius för mer information om inbördes släktskap mellan strandpipare.

## Ekologi

### Biotop och häckning

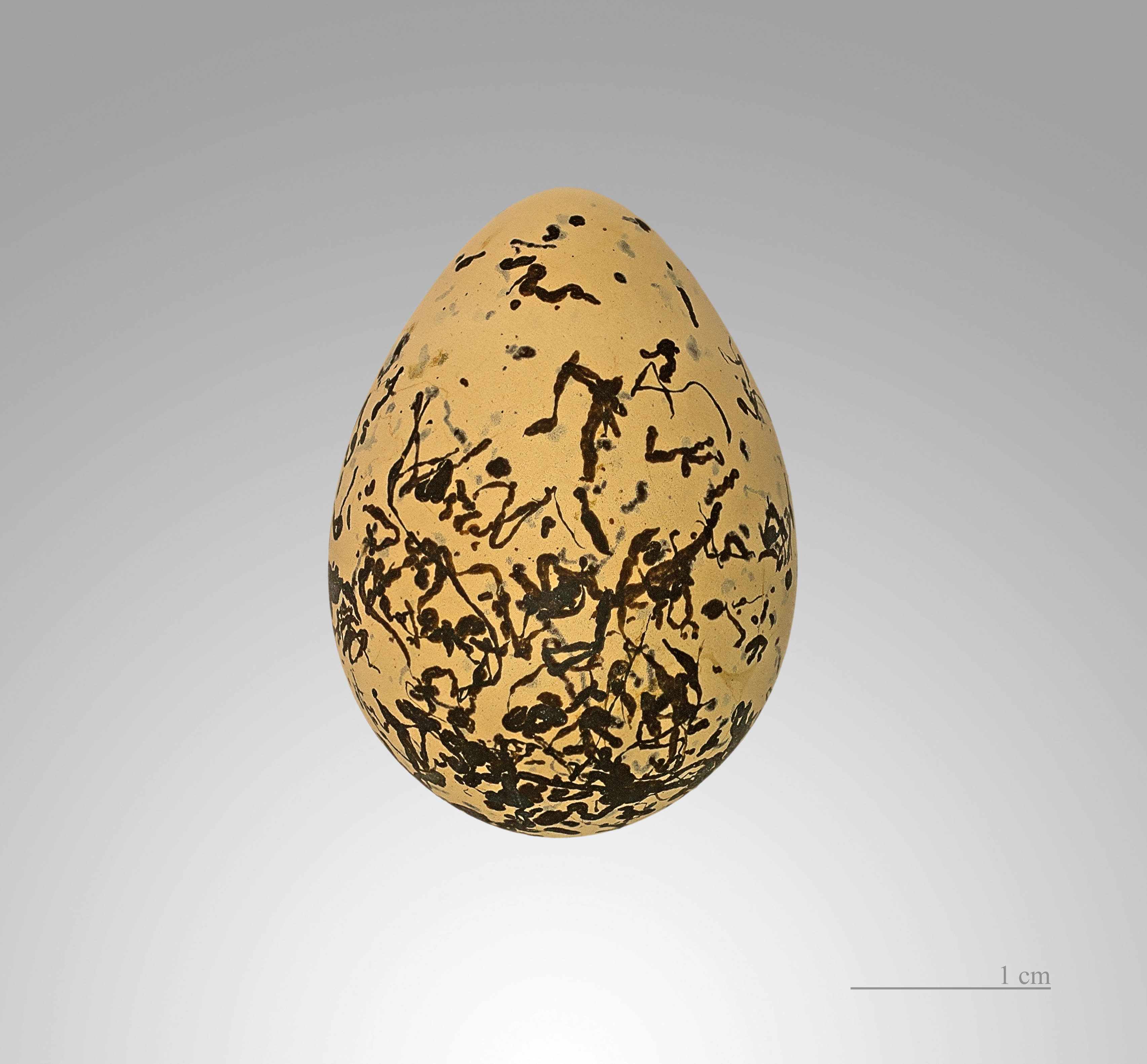
Ägg av svartbent strandpipare.

Året runt förekommer den till största delen i lugnare kustområden och uppträder främst på flacka sand- eller lerstränder. Under häckningsperioden föredrar de sandiga habitat utan mycket växtlighet. De undviker färskvattenbiotoper men uppträder på inlandslokaler i närheten av kusten, vid salthaltiga stäpper och sjöar, eller vid brackvatten. Boet är en grund urgröpning i marken i närheten av vatten. De häckar i mindre löst sammansatta kolonier. De lägger vanligtvis tre ägg men mellan två och fyra förekommer. Äggen ruvas i 23-29 dagar av båda föräldrar. Efter att äggen kläcks tar båda föräldrarna hand om ungarna som blir flygga efter 27-31 dagar. Den lägger en till tre kullar per häckningssäsong.

### Bukblötning
Den svartbenta strandpiparen lever på platser som kan vara extremt varma och man har noterat att den sänker ned sin kropp i vatten och låter bukfjädrarna "suga åt sig" vatten. Detta fenomen som kallas bukblötning har även noterats hos andra fåglar, exempelvis flyghöns, andra vadare, tärnor och måsar. Denna form av bukblötning förekommer hos den svartbenta strandpiparen bara under häckningssäsong. Man har observerat att bukblötning hos vadare ökar markant ju varmare det är och en undersökning [Aman & Masero, 2006] visar att det i första hand handlar om att kyla av den egna kroppen och sekundärt för att underlätta nedkylningen av äggen då dessa har värmts upp när fågeln varit borta från redet för att svalka sig i vattnet.

### Föda
Födan består främst av insekter och dess larver men den livnär sig även av kräftdjur, mollusker, spindlar och visst växtmaterial.

## Hot och status
Svartbent strandpipare har ett mycket stort utbredningsområde och den globala populationen är mycket stor. Trots att utvecklingstrenden är negativ minskar den inte så pass kraftigt att den anses hotad. Därför kategoriseras den som livskraftig (LC) av IUCN. Dock har den lokalt minskat kraftig eller till och med försvunnit. Exempelvis är den lokalt utdöd i Sverige. En av de största anledningarna till artens nedgång är att dess häckningsbiotop exploateras av människan. Antalet ostörda strandängar och sandstränder har minskat kraftigt och störningar från mänskliga aktiviteter har påverkat fågelfaunan negativt i dessa områden. Det globala beståndet uppskattas till mellan 100 000 och 500 000 vuxna individer.

### Statusutveckling i Skandinavien
Från att ha varit allmänt häckande i Skåne och längs västkusten upp till Göteborg under 1800-talet minskade den svenska populationen stadigt. Från 2002 kategoriseras arten som nationellt utdöd (RE) i Sverige. På Jylland i Danmark finns fortfarande en liten population.

## Namn
Svartbent strandpipare kallades förr hvitbröstad strandpipare.